# Projet de Troisième Restauration
Le projet de Troisième Restauration (après la Première Restauration en 1814 et la Seconde Restauration en 1815) intervient en 1873 pour rétablir la monarchie en France. Le projet est imaginé et préparé à la suite de la chute du Second Empire, en 1870, de la Commune de Paris et des élections législatives de 1871, qui donnent une majorité royaliste à l'Assemblée nationale.
C'est Henri d'Artois, comte de Chambord, petit-fils du roi Charles X, qui est le candidat favori au trône. Sa légitimité devient incontestable parmi les royalistes après que son cousin, Philippe d'Orléans, comte de Paris et chef de file des orléanistes, a accepté de le reconnaître comme unique prétendant. Appelé « Henri V » par ses partisans, le comte de Chambord prépare son entrée dans Paris. En attendant son retour, le maréchal Patrice de Mac Mahon est élu président de la République et organise une transition pacifique. Mais les divergences entre Chambord et les orléanistes et la montée en puissance des républicains à l'Assemblée au cours des années 1870 rendent difficile toute tentative de restauration des Bourbons et, à cause de l'hésitation du comte de Chambord, le projet légitimiste est finalement abandonné.
Mais les élections législatives de 1877 fragilisent l'influence des Orléans, et le président de la République conserve son pouvoir uniquement grâce au soutien du Sénat. Les élections sénatoriales de janvier 1879 confirment la montée des républicains et le déclin des royalistes. Sans majorité, Mac Mahon est contraint de quitter le pouvoir, mettant fin au projet d'une nouvelle restauration.

## Contexte

### Chute du Second Empire (1870)
En août 1870, alors que la France de Napoléon III connaît de graves défaites dans la guerre contre la Prusse, le comte de Chambord quitte Frohsdorf dans l'intention de s'enrôler ; il lance le 1er septembre 1870 un appel à « repousser l'invasion, sauver à tout prix l'honneur de la France, l'intégrité de son territoire ».
Le 4 septembre 1870, le Second Empire s'effondre après la défaite de Sedan. Bismarck exigeant de négocier le futur traité de paix avec un gouvernement issu du suffrage des Français, des élections législatives sont organisées en février 1871 ; la nouvelle Assemblée compte 222 députés républicains plus ou moins radicaux, contre 416 monarchistes, divisés principalement entre légitimistes (182 députés) et orléanistes (214 députés), avec une poignée de bonapartistes, en très grande minorité (20 sièges, pour seulement 4 députés).
Réunie à Bordeaux le 18 février, l'Assemblée nomme Adolphe Thiers, ancien ministre de Louis-Philippe, chef du pouvoir exécutif de la République française.

## Projet légitimiste (1871-1873)

### Retour du comte de Chambord

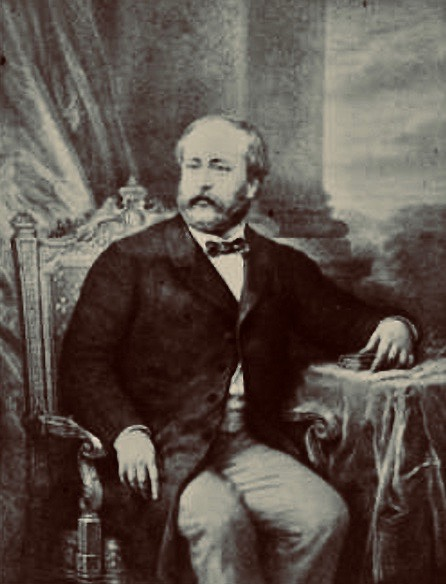
Henri d'Artois comte de Chambord, prétendant légitimiste au trône de France et chef de la maison de France sous le nom d'Henri V.

Le comte de Chambord reçoit également à Chambord de nombreux représentants de ses partisans de toutes classes sociales et ces entretiens avec eux le persuadent que le peuple de France n'est pas si attaché au drapeau tricolore. Il quitte la France et lance le 5 juillet 1871 un manifeste, publié dans L'Union, dans lequel il déclare notamment, :

« Je ne laisserai pas arracher de mes mains l'étendard d'Henri IV, de François Ier et de Jeanne d'Arc. Je l’ai reçu comme un dépôt sacré du vieux roi mon aïeul mourant en exil ; il a toujours été pour moi inséparable du souvenir de la patrie absente ; il a flotté sur mon berceau, je veux qu’il ombrage ma tombe. Dans les plis glorieux de cet étendard sans tache, je vous apporterai l’ordre et la liberté. Français, Henri V ne peut abandonner le drapeau blanc d’Henri IV. »

 Ce manifeste du comte de Chambord divise les royalistes : certains royalistes approuvent le drapeau blanc, d'autres pensent que le drapeau tricolore est acceptable. En outre, le manifeste reçoit des moqueries de la gauche politique.

### Gouvernement Thiers
Le comte de Chambord précisa à nouveau sa pensée en janvier 1872, par un nouveau manifeste, dans lequel il proclame :

« Je n'ai pas à justifier la voie que je me suis tracée. […] Je ne laisserai pas porter atteinte, après l'avoir conservé intact pendant quarante années, au principe monarchique, patrimoine de la France, dernier espoir de sa grandeur et de ses libertés. […] Je n'arbore pas un nouveau drapeau, je maintiens celui de la France […]. En dehors du principe national de l'hérédité monarchique sans lequel je ne suis rien, avec lequel je puis tout, où seront nos alliances ? […] Rien n'ébranlera mes résolutions, rien ne lassera ma patience, et personne, sous aucun prétexte, n'obtiendra de moi que je consente à devenir le roi légitime de la Révolution. »

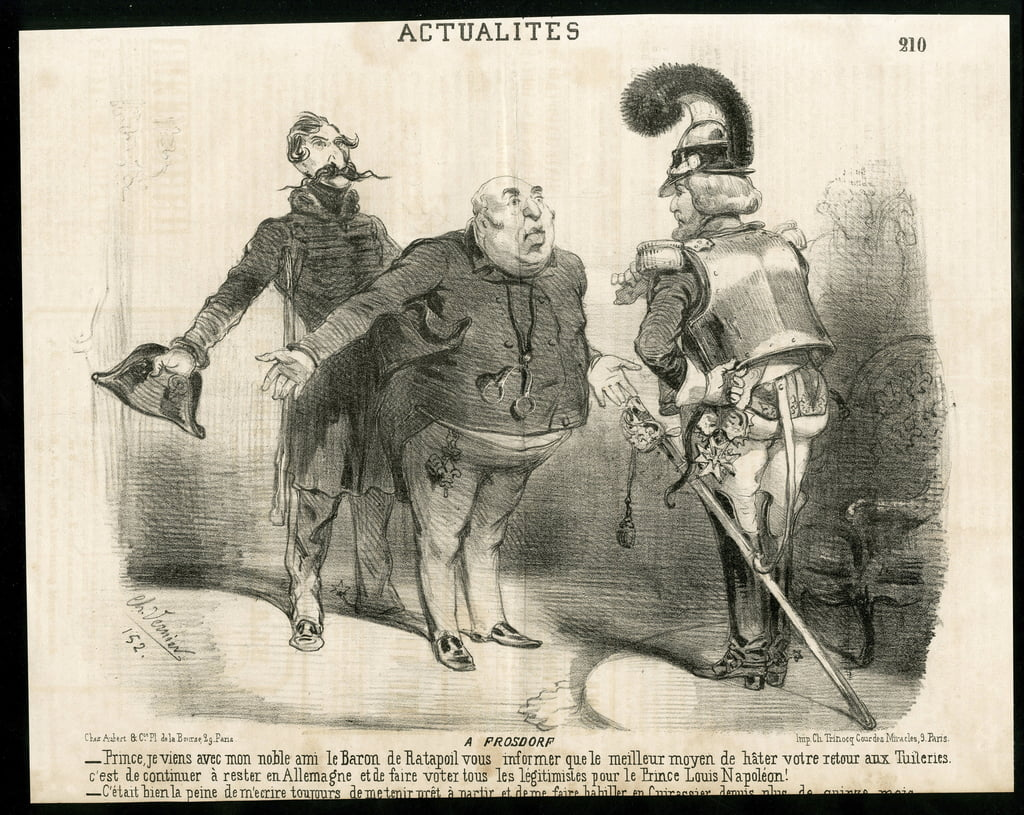
Lithographie par Charles Vernier. Le légitimiste Berryer et le bonapartiste Ratapoil rendent visite au comte de Chambord.

Le 24 mai 1873, le président de la République, Adolphe Thiers, déclare devant l'Assemblée nationale que « la monarchie est impossible ». Il ajoute : « Il n'y a qu'un trône et on ne peut l'occuper à trois », il fait ici référence à Chambord, petit-fils de Charles X et prétendant légitimiste, Philippe d'Orléans, petit-fils de Louis-Philippe et prétendant orléaniste, et Louis-Napoléon, fils de Napoléon III et prétendant bonapartiste.
Alphonse Daudet écrit en octobre 1873 : « Qu'il vienne vite, notre Henri… On se languit tant de le voir. »

### Échec des légitimistes
À la fin d'octobre 1873, les négociations sont prises au sérieux à la Bourse de Paris, qui monte après ces nouvelles.

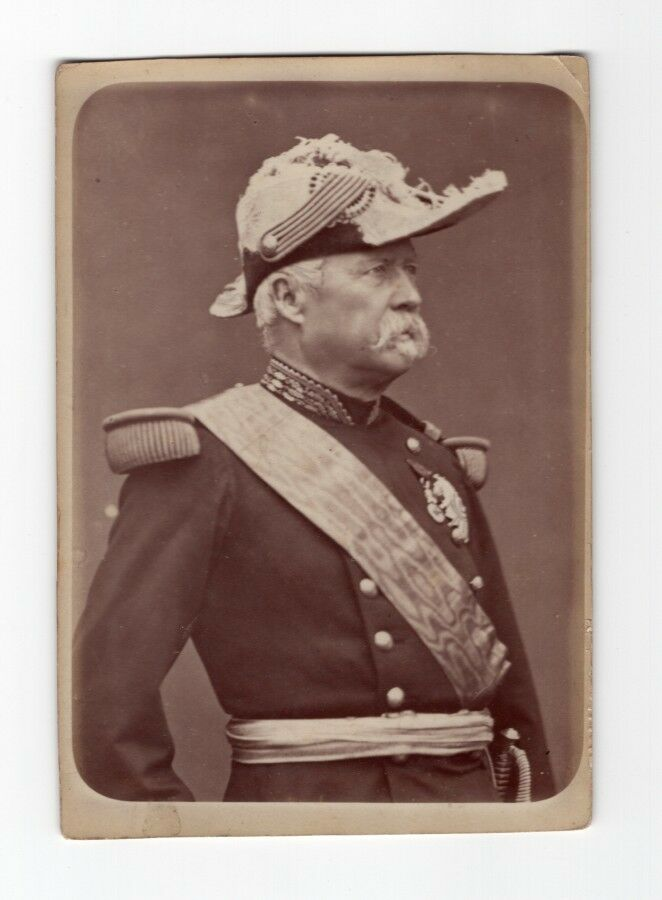
Patrice de Mac Mahon, maréchal de France, député royaliste, prend le pouvoir après la démission de Thiers avec le soutien des Orléans.

Du fait de la déformation des paroles du comte de Chambord par Charles Savary, certains journaux vont jusqu'à dire qu'il s'est définitivement rallié au drapeau tricolore. Ne voulant pas être lié, le prétendant décide alors de démentir cette interprétation dans une Lettre à Chesnelong du 27 octobre 1873, qu'il fait publier dans le journal légitimiste L'Union. Il y constate que « l'opinion publique, emportée par un courant que je déplore, a prétendu que je consentais enfin à devenir le roi légitime de la révolution. […] Les prétentions de la veille me donnent la mesure des exigences du lendemain, et je ne puis consentir à inaugurer un règne réparateur et fort par un acte de faiblesse ». Le prétendant réaffirme son attachement au drapeau blanc. Ne pouvant plus espérer obtenir une majorité, la commission qui préparait la restauration de la monarchie met fin à ses travaux le 31 octobre. La publication de cette Lettre à Chesnelong dissipe les espoirs à la Bourse de Paris.
Chambord fait alors une démarche pour ressaisir ses chances : il se rend incognito en France le 9 novembre 1873 et s'installe à Versailles, 5 rue Saint-Louis, chez un de ses partisans, le comte de Vanssay. Le 12 novembre, il fait demander par le duc de Blacas à rencontrer le maréchal de Mac Mahon, président de la République. Il songe sans doute entrer à la Chambre des députés, appuyé au bras du président, et obtenir des parlementaires enthousiastes la restauration de la monarchie. Mais Mac Mahon se refuse à rencontrer le prétendant, en estimant que son devoir de chef de l'exécutif le lui interdit,.

## L'espoir orléaniste

### Les ambitions des Orléans

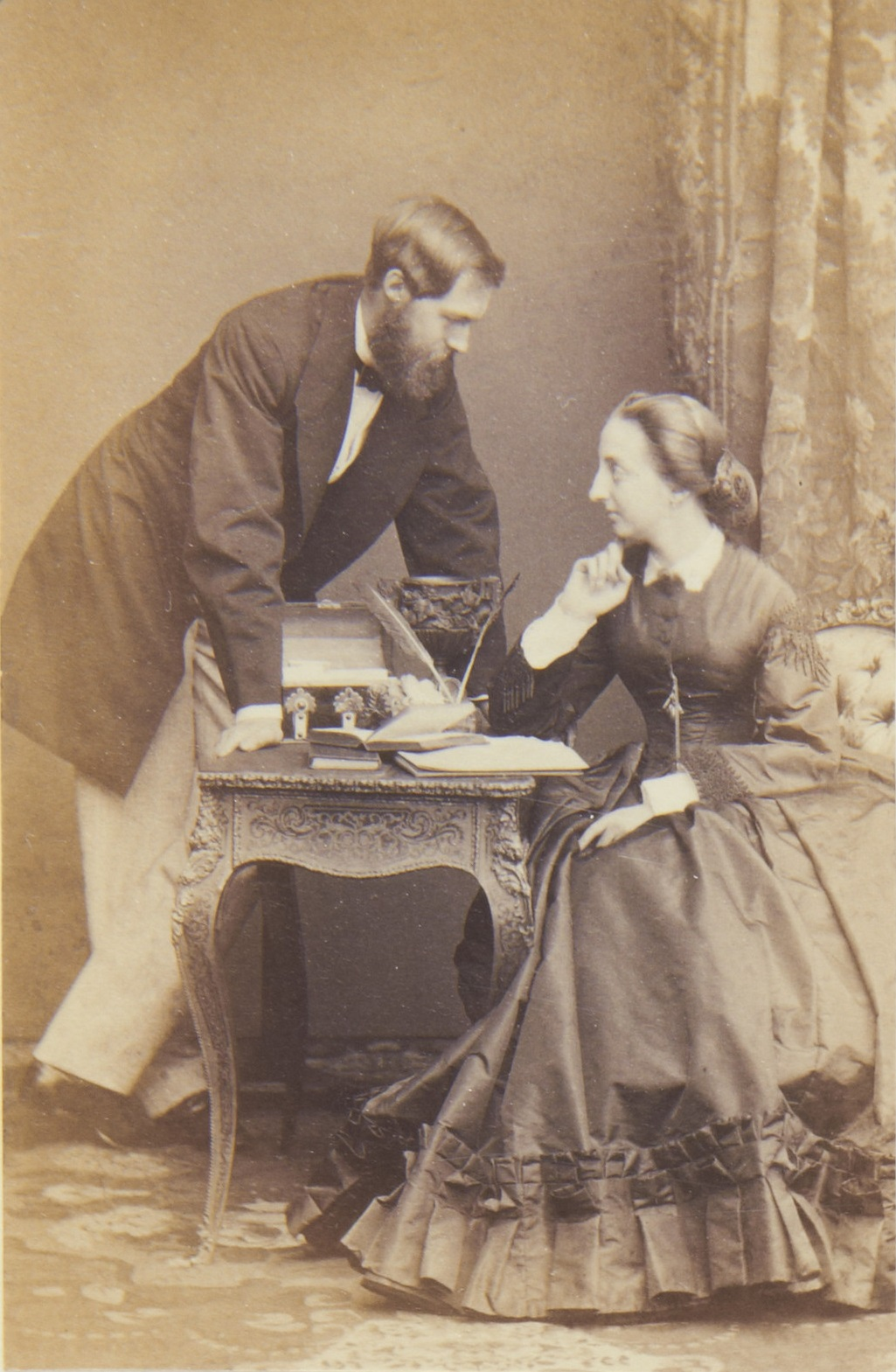
Le comte et la comtesse de Paris.

Le comte de Paris, prétendant orléaniste, ayant en 1873 reconnu le comte de Chambord comme unique prétendant, ne peut accéder au trône tant que celui-ci n'a pas officiellement renoncé à la couronne. Le président Mac Mahon accepte alors la demande[Laquelle ?] du duc d'Aumale, et prolonge son mandat en attendant l'« abdication » ou la mort du comte de Chambord. Ce n'est qu'après cela que le comte de Paris deviendrait « Roi des Français » sous le nom de « Philippe VII ». Circule alors dans les milieux orléanistes ce mot : « Mon Dieu, de grâce ouvrez les yeux du comte de Chambord, ou bien fermez-les lui ! ».

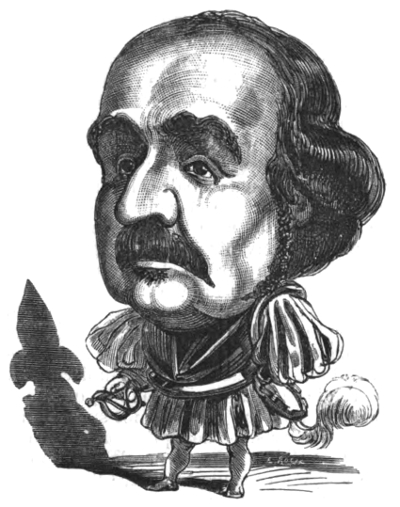
Portrait satirique du duc de Broglie.

### Législatives de 1877 et échec des orléanistes

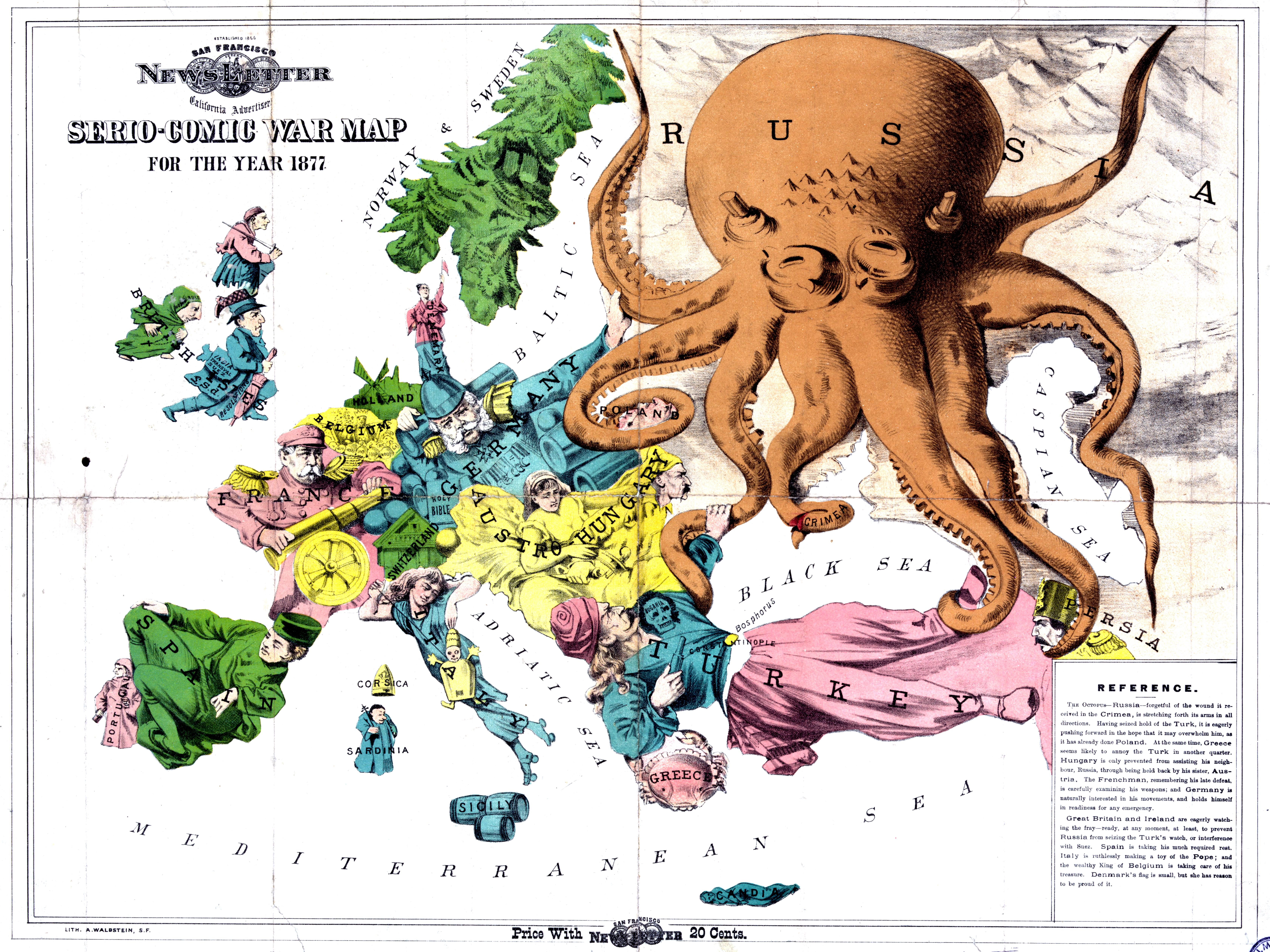
Carte de l'Europe en 1877 (on aperçoit la France de Mac Mahon, secoué au moment des législatives).

En 1875, une série de lois constitutionnelles sont votées, la république s'affirme et se solidifie. Les élections suivantes du 14 octobre 1877 donnent à la gauche républicaine une majorité de 120 sièges, et le ministère de Broglie démissionne le 19 novembre. Mac Mahon tente d'abord de former un gouvernement de fonctionnaires dirigé par le général de Rochebouët, mais la Chambre ayant refusé d'entrer en contact avec lui, Rochebouët démissionne dès le lendemain, et le président se voit contraint de rappeler Dufaure, un républicain modéré, à la tête d'un gouvernement de gauche, mené par Jules Dufaure.
Les élections sénatoriales du 5 janvier 1879, ayant livré la chambre haute à la gauche républicaine, mettent fin à la majorité royaliste. Mac Mahon, qui ne dispose plus d'aucun soutien parlementaire, préfère démissionner le 30 janvier 1879, après avoir refusé de signer le décret retirant leur commandement à certains généraux orléanistes.
Les majorités républicaines dans les deux chambres sonnent l'échec de la Troisième Restauration. Les deux prétendants au trône décideront en exil.